# Dracophyllum sinclairii
Dracophyllum sinclairii är en ljungväxtart som beskrevs av Thomas Frederic Cheeseman. Dracophyllum sinclairii ingår i släktet Dracophyllum och familjen ljungväxter. Inga underarter finns listade i Catalogue of Life.